# Draft de la NFL de 2019
El Draft de la NFL de 2019 fue la 84.ª edición de la reunión anual de selección de jugadores para la National Football League. Se llevó a cabo los días 25, 26 y 27 de abril en Nashville, Tennessee, hogar de los Tennessee Titans. Representó la primera vez que este evento es realizado en el estado de Tennessee. Más de 600000 personas asistieron el evento, y más de 47,5 millones vieron en sus televisores, los cuales rompieron récords de Draft de la NFL. Además, el Draft contó con 40 intercambios de jugadores y selecciones, también un récord de la NFL.

## Selecciones del Draft
|  |  | Indica jugador miembro del Pro Football Hall of Fame                                |
|  |  | Indica jugador que ha sido seleccionado por lo menos en un Pro Bowl y en el All-Pro |
|  |  | Indica jugador que ha sido seleccionado por lo menos en un Pro Bowl                 |
|  |  | Indica jugador que ha sido seleccionado por lo menos en un All-Pro                  |

### Primera ronda
| Pick | Jugador            | Pos. | Equipo                                                      | Universidad          | Conf.                |
| ---- | ------------------ | ---- | ----------------------------------------------------------- | -------------------- | -------------------- |
| 1    | Kyler Murray       | QB   | Arizona Cardinals                                           | Oklahoma             | Big 12               |
| 2    | Nick Bosa          | DE   | San Francisco 49ers                                         | Ohio State           | Big Ten              |
| 3    | Quinnen Williams   | DT   | New York Jets                                               | Alabama              | SEC                  |
| 4    | Clelin Ferrell     | DE   | Oakland Raiders                                             | Clemson              | SEC                  |
| 5    | Devin White        | LB   | Tampa Bay Buccaneers                                        | LSU                  | SEC                  |
| 6    | Daniel Jones       | QB   | New York Giants                                             | Duke                 | ACC                  |
| 7    | Josh Allen         | LB   | Jacksonville Jaguars                                        | Kentucky             | SEC                  |
| 8    | T. J. Hockenson    | TE   | Detroit Lions                                               | Iowa                 | Big Ten              |
| 9    | Ed Oliver          | DT   | Buffalo Bills                                               | Houston              | The American         |
| 10   | Devin Bush         | LB   | Pittsburgh Steelers (desde Denver)                          | Michigan             | Big Ten              |
| 11   | Jonah Williams     | OT   | Cincinnati Bengals                                          | Alabama              | SEC                  |
| 12   | Rashan Gary        | LB   | Green Bay Packers                                           | Michigan             | Big Ten              |
| 13   | Christian Wilkins  | DT   | Miami Dolphins                                              | Clemson              | SEC                  |
| 14   | Chris Lindstrom    | G    | Atlanta Falcons                                             | Boston College       | ACC                  |
| 15   | Dwayne Haskins     | QB   | Washington Redskins                                         | Ohio State           | Big Ten              |
| 16   | Brian Burns        | DE   | Carolina Panthers                                           | Florida State        | ACC                  |
| 17   | Dexter Lawrence    | DT   | New York Giants (desde Cleveland)                           | Clemson              | SEC                  |
| 18   | Garrett Bradbury   | G    | Minnesota Vikings                                           | Louisville           | ACC                  |
| 19   | Jeffrey Simmons    | DT   | Tennessee Titans                                            | Mississippi State    | SEC                  |
| 20   | Noah Fant          | TE   | Denver Broncos (desde Pittsburgh)                           | Iowa                 | Big Ten              |
| 21   | Darnell Savage Jr. | S    | Green Bay Packers (desde Seattle)                           | Maryland             | ACC                  |
| 22   | Andre Dillard      | OT   | Philadelphia Eagles (desde Baltimore)                       | Washington State     | Pac-12               |
| 23   | Tytus Howard       | OT   | Houston Texans                                              | Alabama State        | SWAC                 |
| 24   | Josh Jacobs        | RB   | Oakland Raiders (desde Chicago)                             | Alabama              | SEC                  |
| 25   | Marquise Brown     | WR   | Baltimore Ravens (desde Philadelphia)                       | Oklahoma             | Big 12               |
| 26   | Montez Sweat       | DE   | Washington Redskins (desde Indianapolis)                    | Mississippi Bulldogs | SEC                  |
| 27   | Jonathan Abram     | S    | Oakland Raiders (desde Dallas)                              | Mississippi Bulldogs | SEC                  |
| 28   | Jerry Tillery      | DT   | Los Angeles Chargers                                        | Notre Dame           | Independiente (NCAA) |
| 29   | L. J. Collier      | DE   | Seattle Seahawks (desde Kansas City)                        | TCU                  | Big 12               |
| 30   | Deandre Baker      | CB   | New York Giants (desde New Orleans via Green Bay y Seattle) | Georgia              | SEC                  |
| 31   | Kaleb McGary       | OT   | Atlanta Falcons (desde LA Rams)                             | Washington           | Pac-12               |
| 32   | N'Keal Harry       | WR   | New England Patriots                                        | Arizona State        | Pac-12               |